# Trichaeta biplagata
Trichaeta biplagata är en fjärilsart som beskrevs av Pieter Cornelius Tobias Snellen 1880. Trichaeta biplagata ingår i släktet Trichaeta och familjen björnspinnare. Inga underarter finns listade i Catalogue of Life.